# R Aquarii
R Aquarii, auch R Aqr, ist ein symbiotischer Stern, bestehend aus einem M7 III Mirastern und einem Weißen Zwerg, im Sternbild Wassermann.
Das System ist umgeben von komplexen nebelförmigen Strukturen, die sich über mehrere Winkelminuten erstrecken. Im großen Maßstab erscheint R Aqr als bipolarer, sanduhrförmiger Nebel mit einer vorherrschenden torusförmigen Struktur in der Taille, in der sich eine gekrümmte, S-förmige Struktur befindet.
Karl Ludwig Harding entdeckte bereits 1810 die Veränderlichkeit von R Aquarii, und somit galt dieser Stern über 100 Jahre lang als normaler Mirastern. Im Jahr 1919 wurde durch ein Spektrum nachgewiesen, und 1921 per Photographie dokumentiert, dass das System von einem Nebel umgeben ist, der als Cederblad 211 bezeichnet wird. 1922 identifizierte man das System als Doppelstern mit einem Weißen Zwerg als Partner.
Der Sanduhrnebel von R Aqr wurde erstmals von Carl Otto Lampland 1922 entdeckt, und wiederholte Beobachtungen ergaben, dass er sich – in erster Näherung – ballistisch ausdehnt. Die Expansion des großräumigen Nebels wurde zur Berechnung eines kinematischen Alters von 600 Jahren verwendet. 1985 wurde dieses Alter genauer auf 640 Jahre abgeschätzt, indem ein Modell unter Verwendung einer Sanduhrgeometrie mit einer äquatorialen Expansionsgeschwindigkeit von 55 km s−1 angenommen wurde.

## Beobachtungen des Jets
Das Vorhandensein eines zentralen Jets in R Aqr wurde erstmals 1980 bemerkt, und es zeigte sich, dass der Jet bereits auf Photographien von 1934 vorhanden war. Seit diesen früheren Beobachtungen ist die großräumige S-Form des Jets so gut wie unverändert geblieben, während in kleineren Maßstäben sein Erscheinungsbild selbst auf kurzen Zeitskalen stark variiert.
Ein symmetrischer Radiojet erstreckt sich mindestens über eine scheinbare Länge von 10 Winkelsekunden vom binären System. Darüber hinaus zeigen Beobachtungen im ultravioletten Spektrum mit der Faint Object Camera des Hubble-Weltraumteleskops Massenbewegungen des Gases in den inneren 5 Winkelsekunden des Nordost-Jets mit tangentialen Geschwindigkeiten im Bereich von 36 bis 235 km s−1.
Beobachtungen mit dem Chandra-Röntgenteleskop und dem Very Large Array im Jahr 2004 ergaben signifikante Veränderungen im Zeitraum von 3 bis 4 Jahren zu früheren Beobachtungen mit dem VLA im Jahr 1999 und mit Chandra im Jahr 2000.
Die Emission der äußeren Stoßfronten des Röntgenjets liegen weiter vom zentralen Binärsystem entfernt als die des sichtbaren Gasstroms und stammt von Material, das durch die Kollision auf ca. 106 K erhitzt wurde, was auf eine Kollision zwischen dem Jet und einem relativ dichten Teil des interstellaren Mediums (ISM) an dieser Stelle zurückzuführen ist. Bei einem solchen Zusammenstoß stimmt der ultraviolett emittierende Bereich mit dem adiabatischen Bereich in Form einer Hülle mit hoher Temperatur und niedriger Dichte überein, die den gekühlten radioemittierenden Bereich nach dem Schock umgibt. Zwischen 2000 und 2004 bewegte sich der nordöstliche äußere Röntgenjet mit einer scheinbaren projizierten Bewegung von 580 km s−1 von der zentralen Doppelachse weg. Der äußere Röntgenjet des Südwestens verschwand zwischen 2000 und 2004 fast vollständig, vermutlich aufgrund adiabatischer Expansion und Abkühlung. Der nordöstliche Radioemissionsnebel entfernte sich zwischen 2000 und 2004 ebenfalls vom zentralen Bereich, jedoch mit einer geringeren scheinbaren Geschwindigkeit als sein südwestliches Gegenstück.

## Eigenbewegung des Systems
Die Umlaufzeit beträgt etwa 44 Jahre. Der Primärstern ist ein Roter Riese und variiert meist von 6. bis 11. Größenklasse (5,2 m bis 12,4 m) mit einer Periode von 387 Tagen. Vor allem im Minimum leuchtet er dann orange-rot. Durch die starke Aufblähung und dem entsprechenden Sternwind schleudert er viel Materie ins All. Mit einer Entfernung von etwa 320 Parsec ist er einer der nächsten symbiotischen Sterne. Die beiden Komponenten wurden mit einem Abstand von 55 mas aufgelöst.
Der Weiße Zwerg umrundet in einer stark elliptischen Bahn seinen Partner, und kommt ihm dadurch alle 44 Jahre sehr nahe. Durch seine Gravitation zieht er viel Materie aus den äußeren Schichten des Roten Riesen ab und kumuliert dieses Gas in einer Akkretionsscheibe, in der Periapsis mit deutlich erhöhten Mengen. Gelegentlich wird eine überkritische Anreicherung von Masse in sonderbaren Schleifen ausgeworfen, die den Cederblad 211-Nebel bilden. Auf Aufnahmen des Systems (vom VLT und HST) lassen sich bipolare Jets erkennen, die vom Weißen Zwerg ausgehen.

## Ausbrüche
Bisher wurden zwei Nova,- bzw. Zwergnovaausbrüche in den Jahren 1073 und 1773 nachgewiesen. Diese Eruptionen haben einen wiederkehrenden Charakter, und der nächste Ausbruch könnte daher im Jahre 2400 stattfinden. Außerdem scheint zusätzlich eine große dunkle Wolke den Weißen Zwerg bzw. seine Akkretionsscheibe zu umrunden und beeinflusst durch ihre Ausdehnung den Lichtwechsel des Roten Riesen durch Bedeckung über Jahre hinweg. Die nächste Bedeckung sollte von 2018 bis 2026 stattfinden, wobei die Mitte des Ereignisses für 2022 vorhergesagt ist.
Das gesamte System erscheint gerötet, weil es sich in einer sehr staubigen Region des Raumes befindet, der blaue Anteil in seinem Lichtspektrum wird vor Erreichen der Erde absorbiert.
Es ist möglich, dass der Cederblad 211-Nebel der Überrest eines novaartigen Ausbruchs ist, der von japanischen Astronomen im Jahr 930 n. Chr. beobachtet worden sein könnte. Er ist einigermaßen hell, aber klein und von seinem Zentralstern dominiert. Visuelle Beobachtungen sind schwierig und selten. Der zentrale Bereich der Jets zeigt einen Auswurf, der vor rund 190 Jahren stattfand, sowie deutlich jüngere Strukturen.

## Bildergalerie

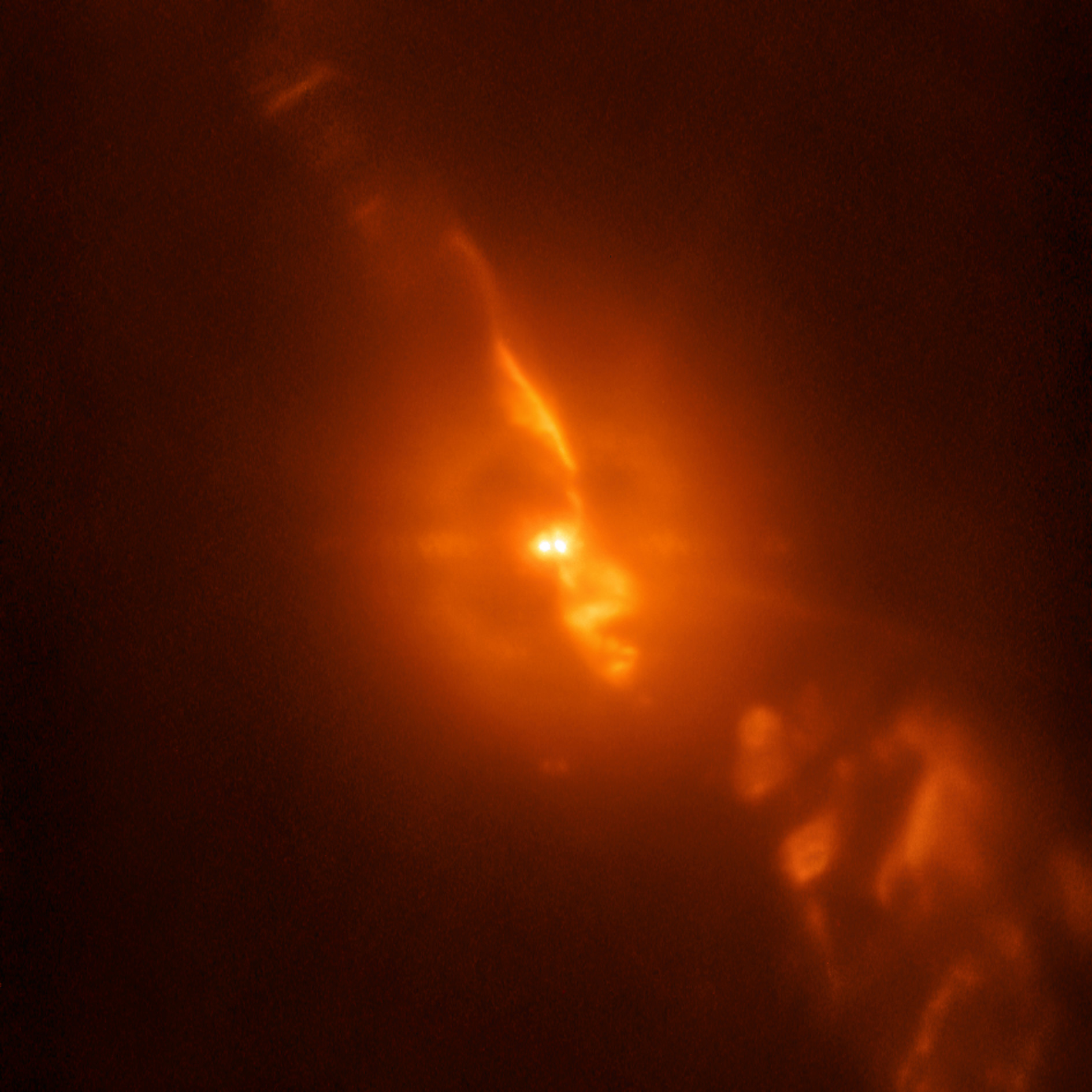
Bild aus den Beobachtungen mit SPHERE von R Aquarii. Es zeigt den Doppelstern sowie die bipolaren Jets.
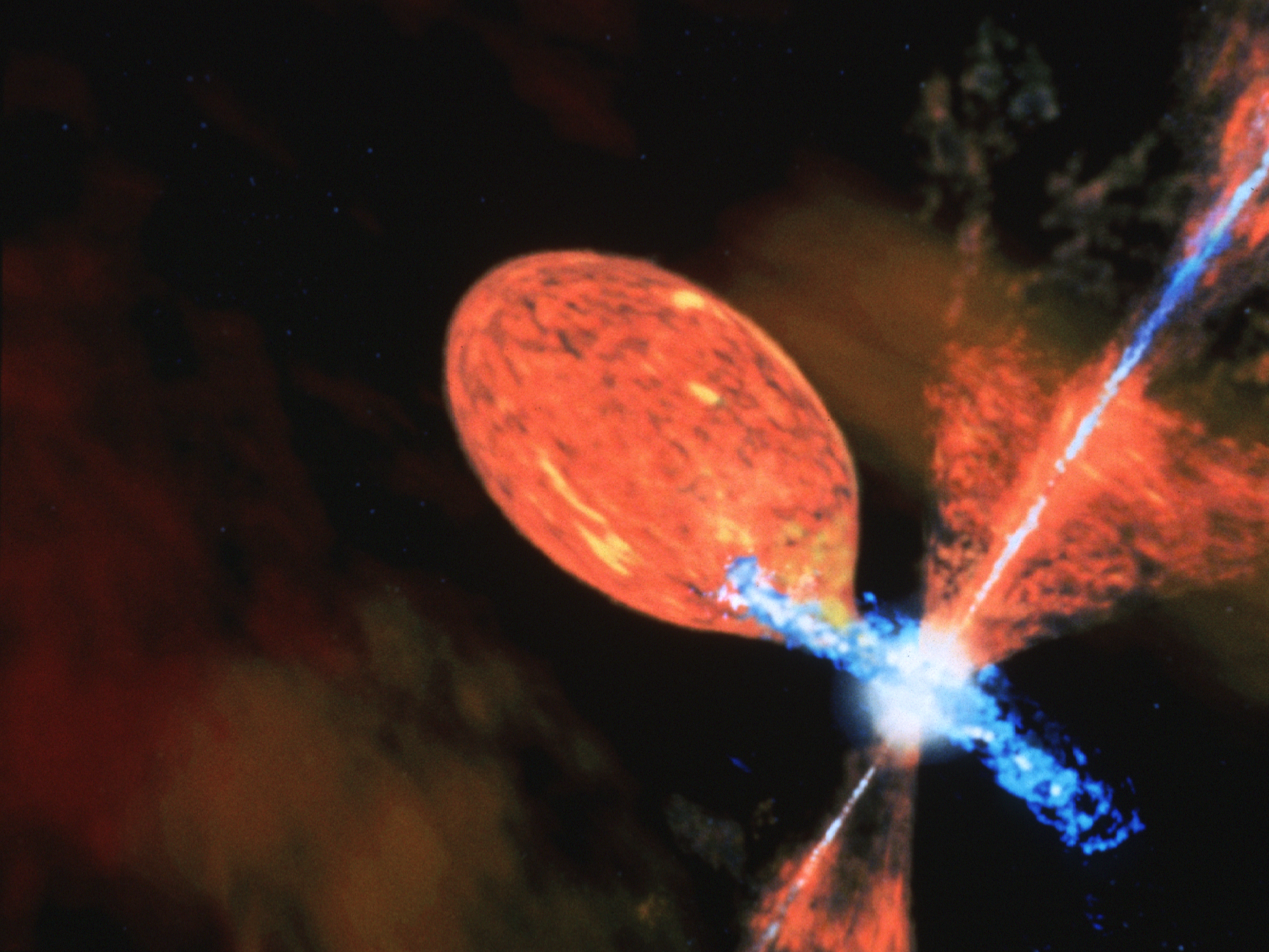
Künstlerische Darstellung von R Aquarii während eines Ausbruchs
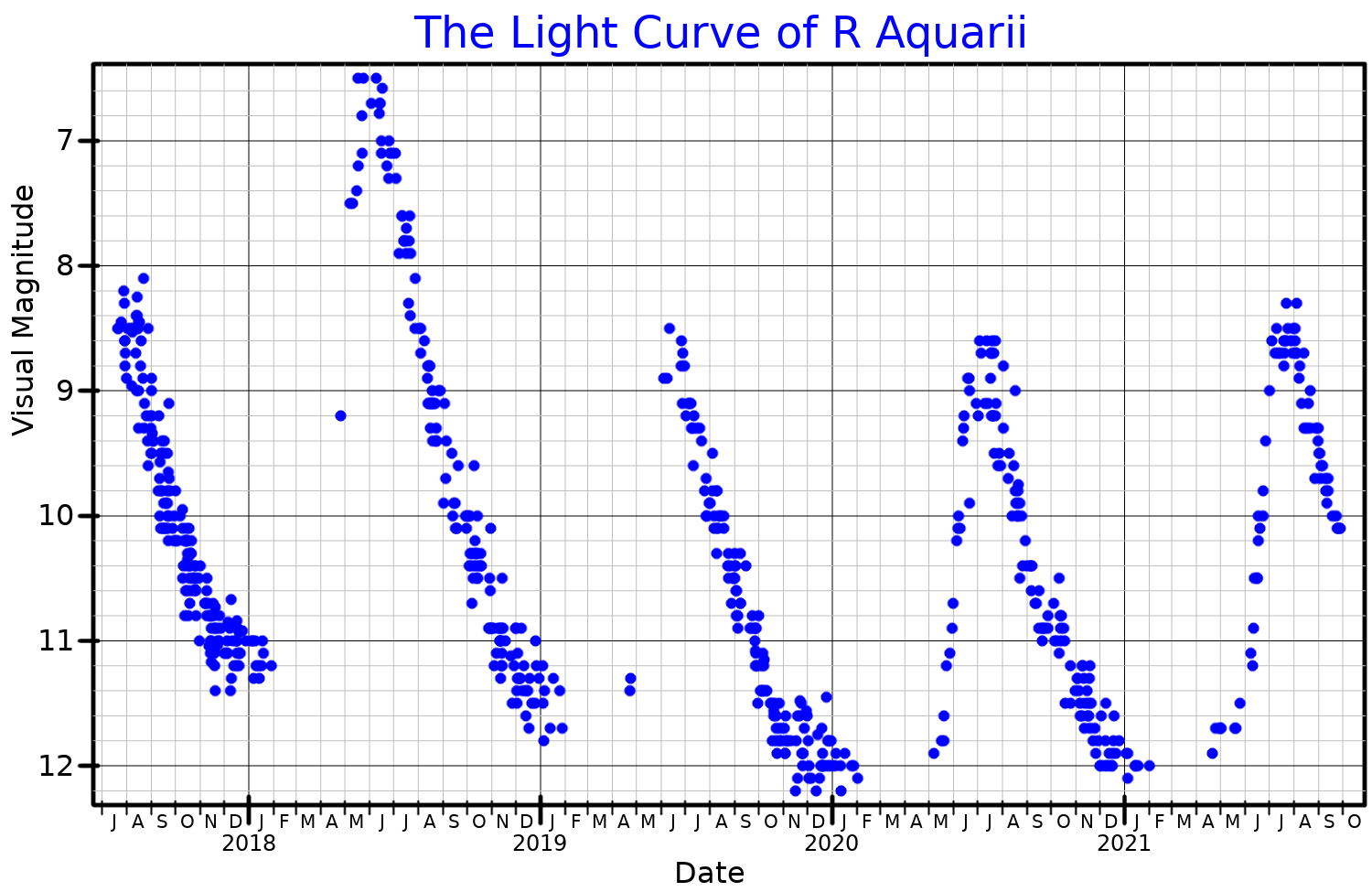
Helligkeitskurve über mehrere Jahre